# مايك نيوتن
مايك نيوتن (بالإنجليزية: Mike Newton)‏ هو لاعب كرة قدم أمريكية أمريكي، ولد في 11 نوفمبر 1987 في باسادينا (ماريلند) في الولايات المتحدة.

## وصلات خارجية
- مايك نيوتن على موقع مرجع كرة القدم المحترفة.كوم (الإنجليزية)